# Calotes desilvai
Calotes desilvai là một loài thằn lằn trong họ Agamidae. Loài này được Bahir & Maduwage mô tả khoa học đầu tiên năm 2005.